# Anne Paulicevich
Anne Paulicevich és una actriu i guionista belga. El 2012, va compartir els crèdits del guió de la pel·lícula Tango libre amb Philippe Blasband, i va interpretar el paper d'Alice, una dona estimada per diversos homes en un entorn de presó. Ella va codirigir amb Frédéric Fonteyne la pel·lícula Filles de joie el 2020, amb Sara Forestier i Noémie Lvovsky en els papers principals.

## Filmografia

### Com a actriu
- 2008 : Le Premier venu de Jacques Doillon
- 2008 : JCVD de Mabrouk El Mechri
- 2012 : Tango libre de Frédéric Fonteyne
- 2016 : Un petit boulot de Pascal Chaumeil
- 2017 : Kapitalistis (curtmetratge) de Pablo Muñoz Gómez
- 2018 : Black Earth Rising (sèrie de televisió)
- 2019 : La Fille au bracelet de Stéphane Demoustier

### Com a guionista
- 2012 : Tango libre de Frédéric Fonteyne
- 2020 : Filles de joie de Frédéric Fonteyne (també codirectora).[2]

## Distincions
- 2014 : Premis Magritte per Tango libre (2012)
  - Magritte al millor guió o adaptació original, compartit amb Philippe Blasband
  - Nominació a la Magritte com a actriu més prometedora
- 2014 : Trofesu de cinema de parla francesa al millor guió per Tango libre[3]